# Central nuclear de Tōkai
La Central nuclear de Tōkai (東海発電所 Tōkai hatsudensho?) es una central nuclear ubicada en la población de Tōkai, Prefectura de Ibaraki, Japón. Cuenta con un reactor activo, el número II tipo BWR, que genera 1060 MW. Hasta 1998 contaba con otro, el número I tipo Magnox, que fue desmantelado debido a su baja productividad (159 MW) y obsoleta tecnología.

## Reactores
| Unidad     | Tipo de reactor | Inicio de operaciones   | Capacidad | Estado actual |
| ---------- | --------------- | ----------------------- | --------- | ------------- |
| Tokai - I  | Magnox          | 25 de julio de 1966     | 159 MW    | Desmantelado  |
| Tokai - II | BWR             | 28 de noviembre de 1978 | 1060 MW   | Activo        |

## Incidentes
Después del terremoto y tsunami de Japón del 2011 el reactor número 2 fue uno de los once reactores a nivel nacional que realizó un apagado automático. Se informó el 14 de marzo que una bomba del sistema de refrigeración del reactor número 2 había dejado de funcionar. La Japan Atomic Power Company (en castellano: Compañía de Energía Atómica de Japón) declaró que había una segunda bomba en operaciones y que la refrigeración estaba funcionando, pero que dos de los tres generadores diésel usados para proporcionar energía al sistema de refrigeración estaban fuera de servicio.
Después del desastre en Fukushima el gobierno japonés ordenó una prueba de estrés, después de que investigaciones de las instalaciones eléctricas en el reactor Tokai Daini indicaron que no cumplió con los estándares de resistencia a terremotos establecidos por el gobierno.